# Мансини
Алесандро Файоле Амантино или Мансини (на португалски: Alessandro Faiolhe Amantino или Mancini, произнася се Алесандру Фаюли Амантину, Мансини) е бразилски футболист, полузащитник. Роден е на 1 август 1980 г. в Ипатинга, Бразилия. От юли 2003 г. е играч на италианския ФК Рома. От юли 2008 г. е играч на италианския Интер.

## Мачове в клубни отбори към 1 юни 2006 г.
- Атлетико Минейро, (1998-2000), 35 мача, 2 гола
- Португеза, (2000), 35 мача, 1 гол
- Атлетико Минейро, (2001), 36 мача, 15 гола
- Венеция, (2002-2003), 13 мача
- ФК Рома, (2003-2006), 123 мача, 26 гола